# Zupa nic (film)
Zupa nic – polska komedia obyczajowa z 2021 roku w reżyserii Kingi Dębskiej. Prequel filmu Moje córki krowy (2015). Obraz otrzymał nominację do nagrody Złote Lwy.

## Fabuła
Film opowiada o dorastaniu sióstr Marty i Kasi Makowskich, znanych już z filmu Moje córki krowy. Pokazuje negatywne oraz pozytywne strony dzieciństwa w PRL.

## Obsada
| Aktor                 | Rola                                   |
| --------------------- | -------------------------------------- |
| Kinga Preis           | Elżbieta Makowska (matka Marty i Kasi) |
| Adam Woronowicz       | Tadeusz Makowski (ojciec Marty i Kasi) |
| Barbara Papis         | Marta Makowska                         |
| Alicja Warchocka      | Kasia Makowska                         |
| Ewa Wiśniewska        | babcia Marty i Kasi                    |
| Milena Lisiecka       | Grażyna (sąsiadka)                     |
| Przemysław Bluszcz    | Mietek (sąsiad)                        |
| Katarzyna Kwiatkowska | Lucyna, żona Zenka                     |
| Rafał Rutkowski       | Zenek, brat Elżbiety                   |
| Dorota Landowska      | kelnerka Halina                        |
| Barbara Dziekan       | kadrowa                                |
| Agnieszka Przepiórska | ekspedientka                           |
| Marcin Bosak          | nauczyciel w-f                         |
| Olgierd Jaworski      | Maciek                                 |

## Produkcja
Zdjęcia do filmu były realizowane we Fromborku, Tolkmicku i Kadynach.